# Wybory parlamentarne na Malcie w 2022 roku
Wybory parlamentarne na Malcie w 2022 roku odbyły się 26 marca. W ich wyniku wyłoniono 79 posłów do Izby Reprezentantów.
Z poparciem 55,11% zwyciężyła w nich reprezentująca nurt centrolewicowy rządząca od wyborów w 2013 roku Partia Pracy Roberta Abeli, która po raz kolejny pokonała rządzącą w latach 1998–2013 centroprawicową Partię Narodową.
W wyborach wzięło udział sześć partii politycznych. Frekwencja wyborcza wyniosła 85,63%, co było najniższym wynikiem od wyborów w 1955. Ze względu na mechanizm przyznawania miejsc w parlamencie (określona ilość kobiet), wybrano również największą ilość deputowanych w historii kraju.

## Wyniki
| Partia                                | Partia                                                      | Głosy   | %     | Mandaty | Zmiana      |
| ------------------------------------- | ----------------------------------------------------------- | ------- | ----- | ------- | ----------- |
|                                       | Partia Pracy                                                | 162 707 | 55,11 | 44      | +7          |
|                                       | Partia Narodowa                                             | 123 233 | 41,74 | 35      | +7          |
|                                       | Alternatywa Demokratyczna (koalicja z Partią Demokratyczną) | 4,747   | 1,61  | 0       | -2          |
|                                       | Partit Popolari                                             | 1,533   | 0,52  | 0       | Nowa partia |
|                                       | ABBA                                                        | 1,364   | 0,46  | 0       | Nowa partia |
|                                       | Volt Malta                                                  | 382     | 0,13  | 0       | Nowa partia |
| Niezrzeszeni                          | Niezrzeszeni                                                | 1282    | 0,43  | 0       | 0           |
| Głosy nieważne i puste                | Głosy nieważne i puste                                      | 8802    | 2,89  | –       | –           |
| Razem                                 | Razem                                                       | 295 248 | 100   | 79      |             |
| Zarejestrowani wyborcy/frekwencja     | Zarejestrowani wyborcy/frekwencja                           | 355 075 | 85,63 |         |             |
| Źródło: Electoral Commission of Malta |                                                             |         |       |         |             |

Rozmieszczenie mandatów w Izbie Reprezentantów
Wyniki w poszczególnych dystryktach